# Baori

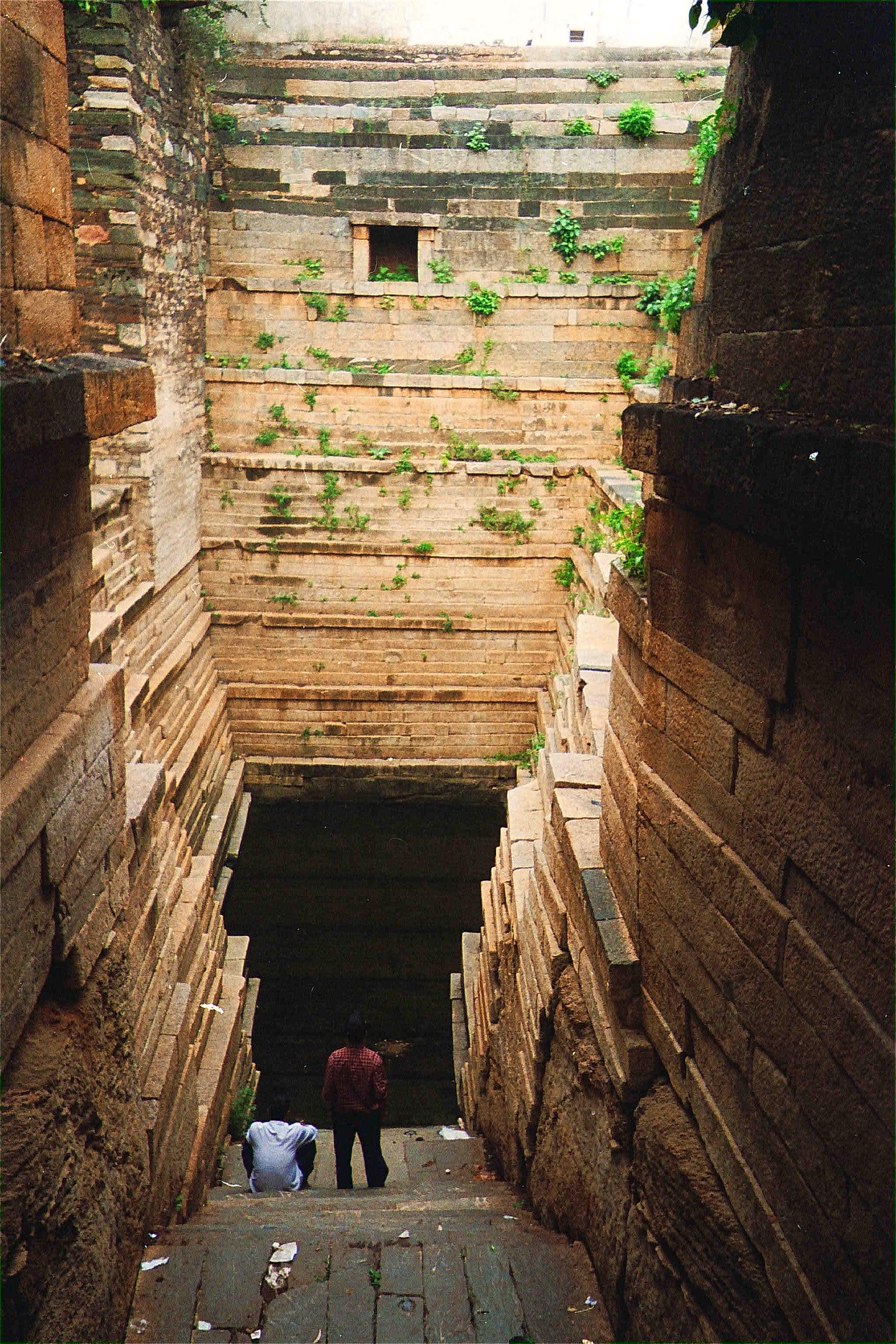
Un baori en Trikuteshwara, en Karnataka.

Un baori, baoli o baodi (en hindi: बावड़ी bāwṛī/ बावली bāwlī; se traduce a veces como 'cisterna escalonada'), en la India, es un manantial o pozo en el que se puede acceder al agua mediante una serie de gradas o escaleras. Pueden estar cubiertos y protegidos y aunque su construcción era obviamente utilitaria, a menudo incorporaron significativos embellecimientos arquitectónicos. Fueron comunes en el oeste de la India, extendiéndose en Pakistán y otras regiones áridas del sur de Asia.
En 2014, uno de ellos, el Rani-ki-Vav ('El pozo escalonado de la reina') en Patan, Guyarat, fue incluido en la lista del Patrimonio de la Humanidad (n.º ref. 922).

Ejemplos de baoris
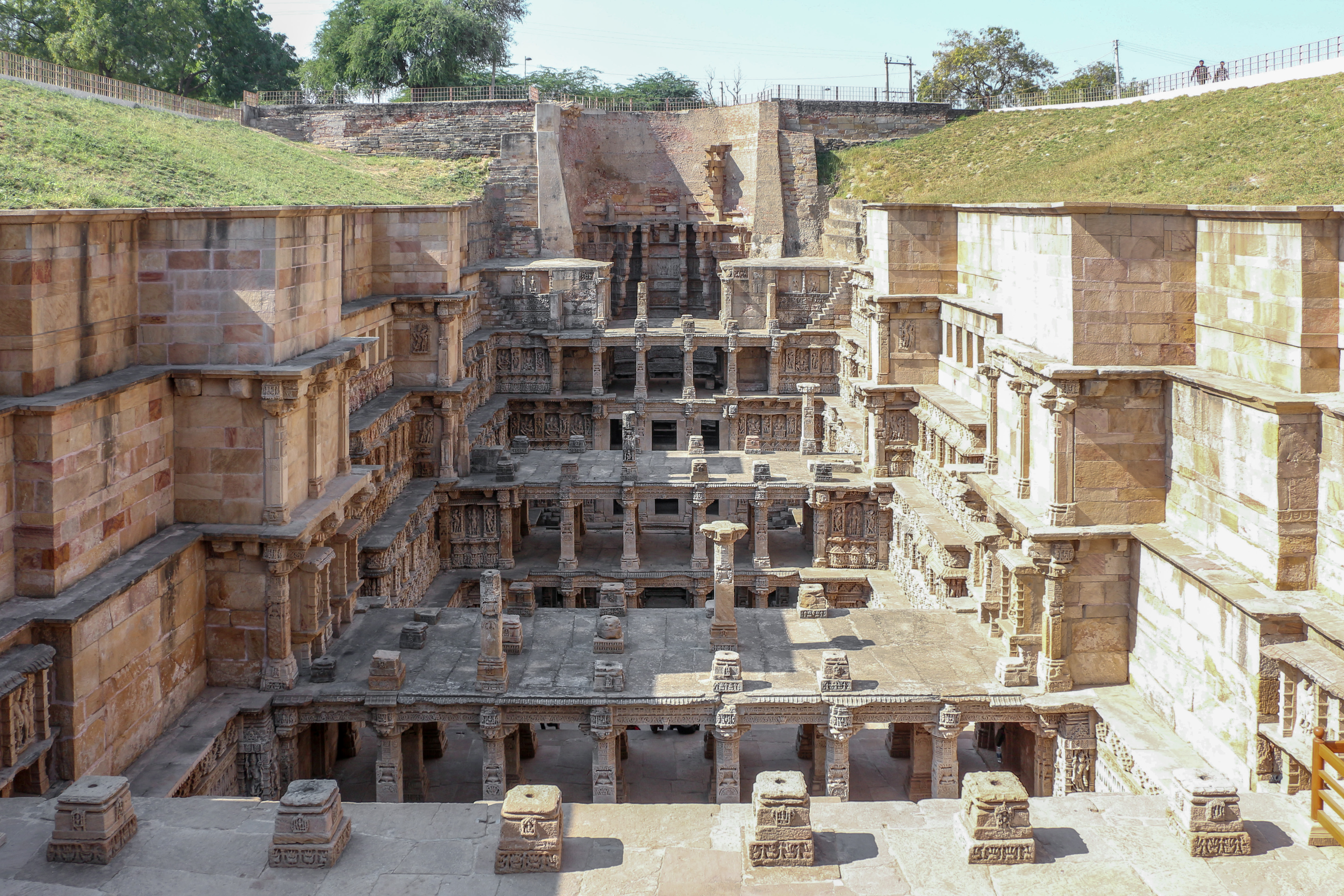
Rani-ki-Vav en Patan, en Guyarat.
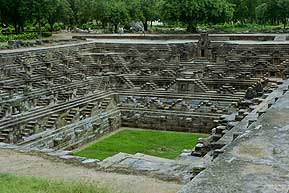
Baori del templo de Sūrya de Modhera, Guyarat.
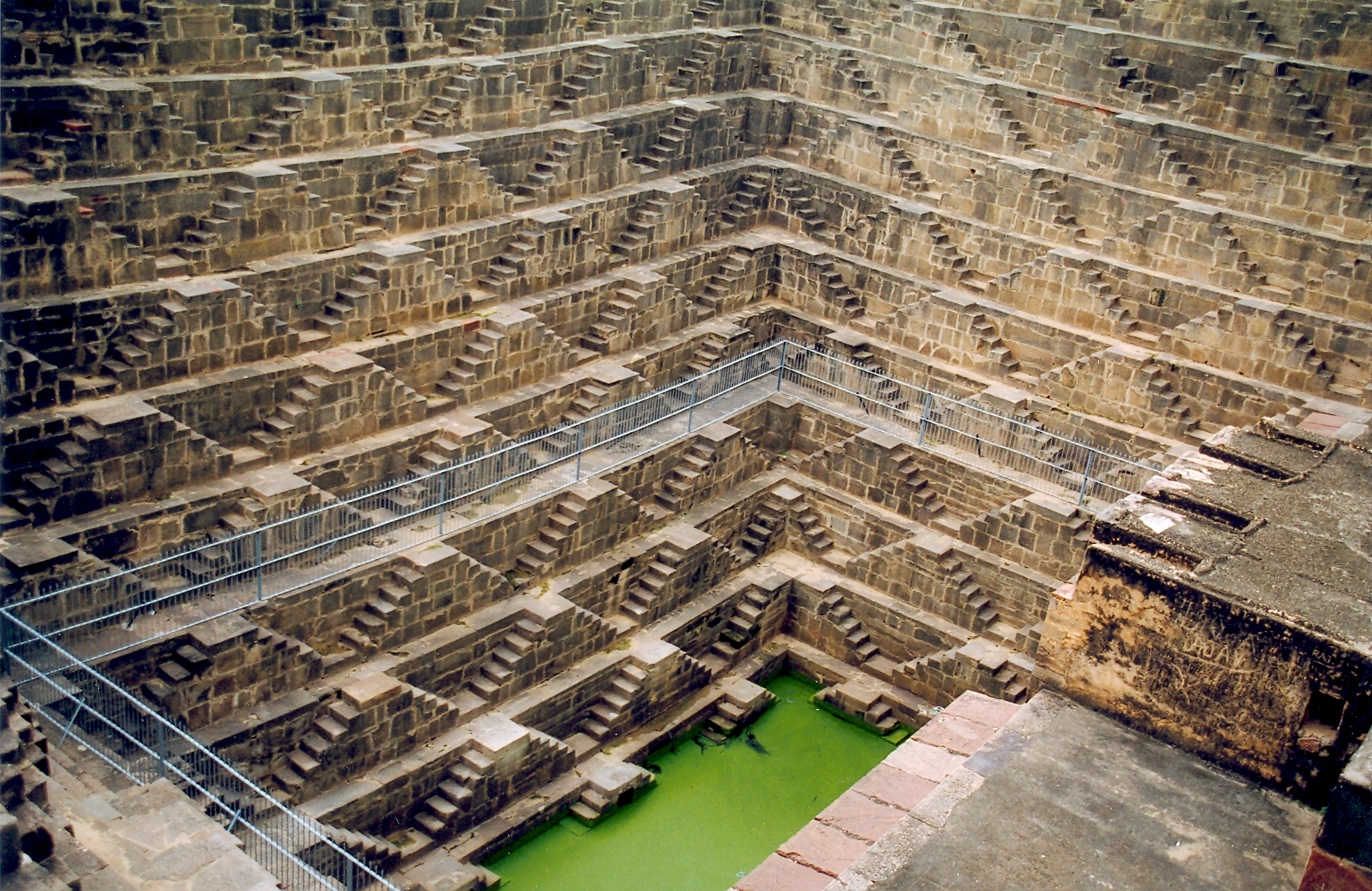
Chand Baori en Abhaneri, Rajastán.
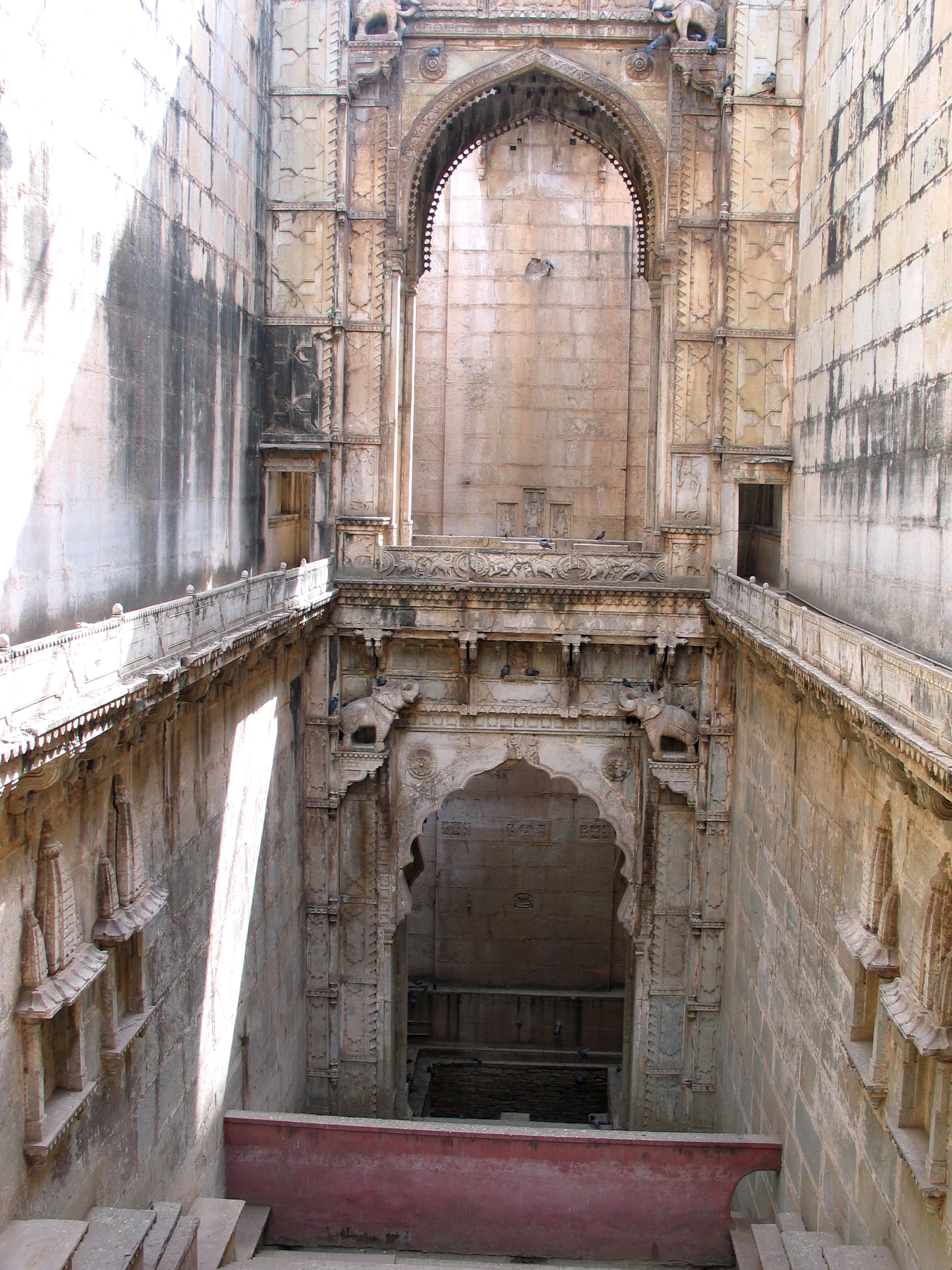
Tanij ki Bâoli en Bûndî.

## Nombres
Hay distintos nombres, a veces locales, para designar estas cisternas escalonados. En las regiones de habla hindi, son vocablos basados en baudi (como bawdi, bawri, baoli, bavadi, bavdi). En lenguas gujarati y marwari, se llaman vav o vaav (en guyaratí: વાવ). Otros nombres usados son  en canarés: kalyani o pushkarani, bawdi (en rayastani, बावड़ी}}), baoli (en hindi: बावली) y barav (en maratí: बारव).

## Descripción

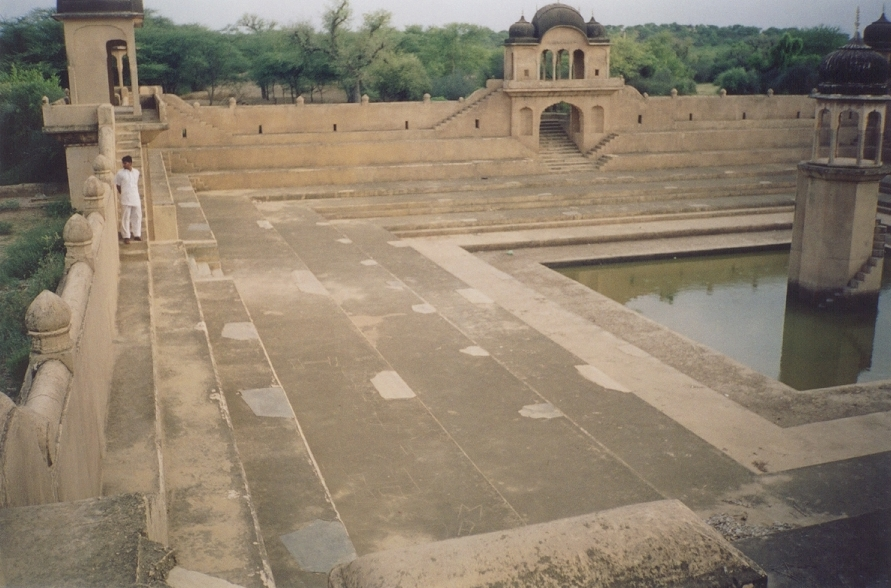
Vista de un baori en Fatehpur, Shekhawati.

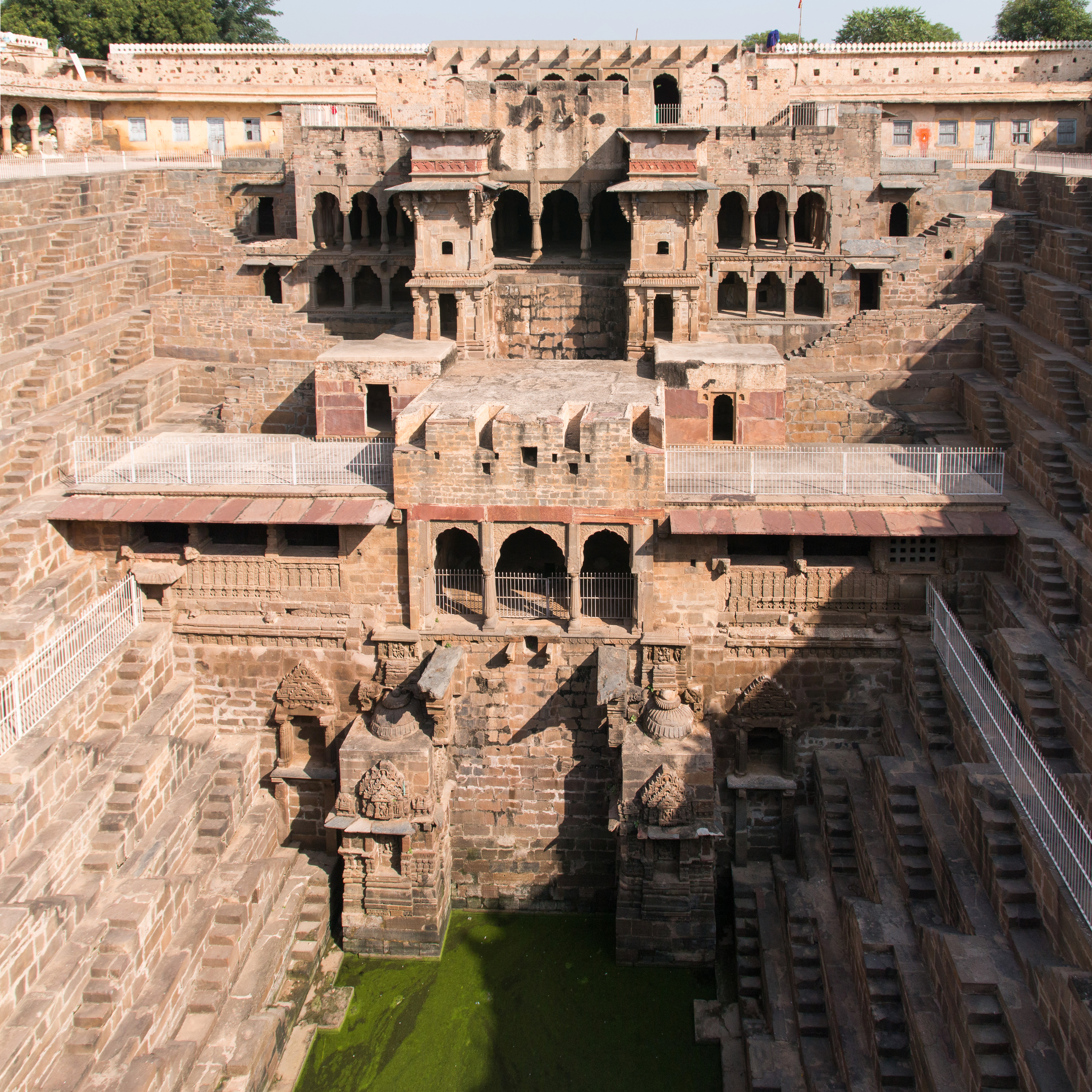
Chand Baori, en la localidad de Abhaneri cerca de Bandikui, Rajastán

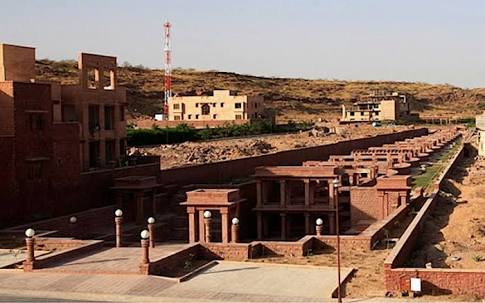
Birkha Bawari, vista de un baori en Jodhpur.

Todas las formas de baoris son ejemplos de los muchos tipos de cisternas y sistemas de riego que se desarrollaron en la India para evitar las fluctuaciones estacionales en la disponibilidad de agua. Una diferencia básica entre los baoris, por un lado, y las cisternas y pozos del otro, era que los peldaños facilitaban que todas las personas alcanzasen el agua durante el periodo de sequía, y que pudieran participar en el mantenimiento y gestión del pozo. Podían tener varias plantas disponiendo de un animal que girase la rueda (rehat) que elevase el agua del pozo a la primera o segunda plantas.
En algunos tipos de edificación parecidos (johara, pozos), se construyeron rampas para permitir que el ganado llegara al agua.[cita requerida]
Los constructores excavaron profundas trincheras en la tierra siguiendo las aguas subterráneas fiables durante todo el año. Alinearon los muros de estas trincheras con bloques de piedra, sin mortero, y dispusieron escaleras que descendían hasta el agua. La mayoría de los baoris que sobreviven también sirvieron inicialmente a un propósito de ocio, además del suministro de agua, debido a que la base del pozo proporciona alivio del calor del día, y mejor si el pozo estaba cubierto. Los baoris también sirvieron como lugares de reuniones sociales y de ceremonias religiosas, por lo general, asociados más con las mujeres, que eran las que recogían el agua y rezaban y ofrecían los regalos a la diosa de la salud para sus bendiciones. Este uso de recreo llevó a su ornamentación y a disponer detalles tan elaborados como los de los templos hindúes, lo que les aseguró en el futuro su supervivencia como monumentos. Se emplearon en su diseño proporciones en relación con el cuerpo humano, como se hacía en muchas otras edificaciones en la arquitectura india .
Los baoris constan en general de dos partes: un hueco vertical, por el que se extrae el agua, y los alrededores inclinados, siempre por debajo del nivel del terreno, con pasadizos, cámaras y peldaños que dan acceso al pozo. Las galerías y cámaras que rodean a los pozos estaban a menudo talladas profusamente, con elaborados detalles.
Muchos baoris demostraron ser estructuras resistentes bien construidas, ya que algunos soportaron fuertes terremotos.

## Historia

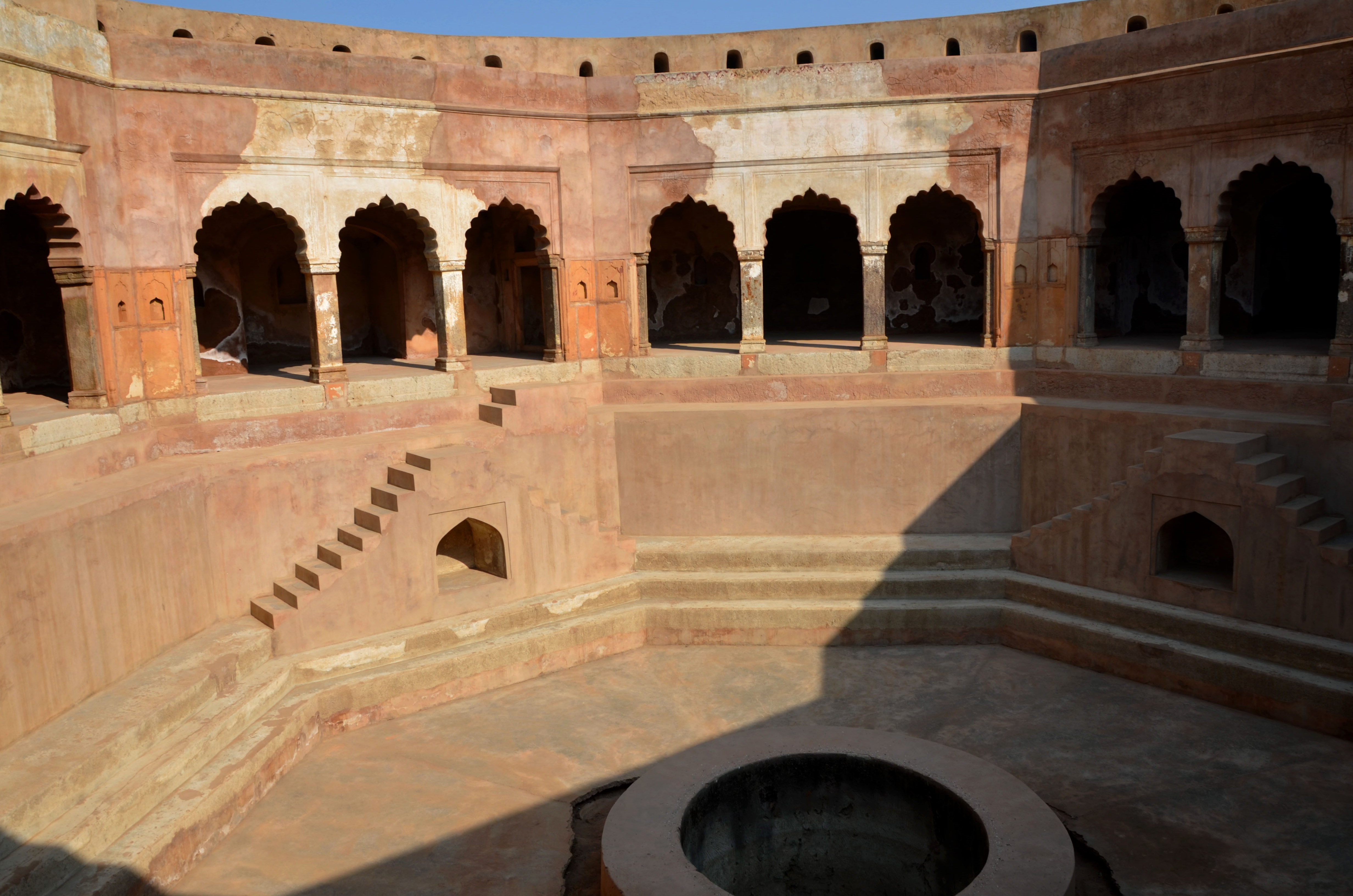
Baoli Ghaus Ali Shah, del, en Farrukhnagar, Haryana.

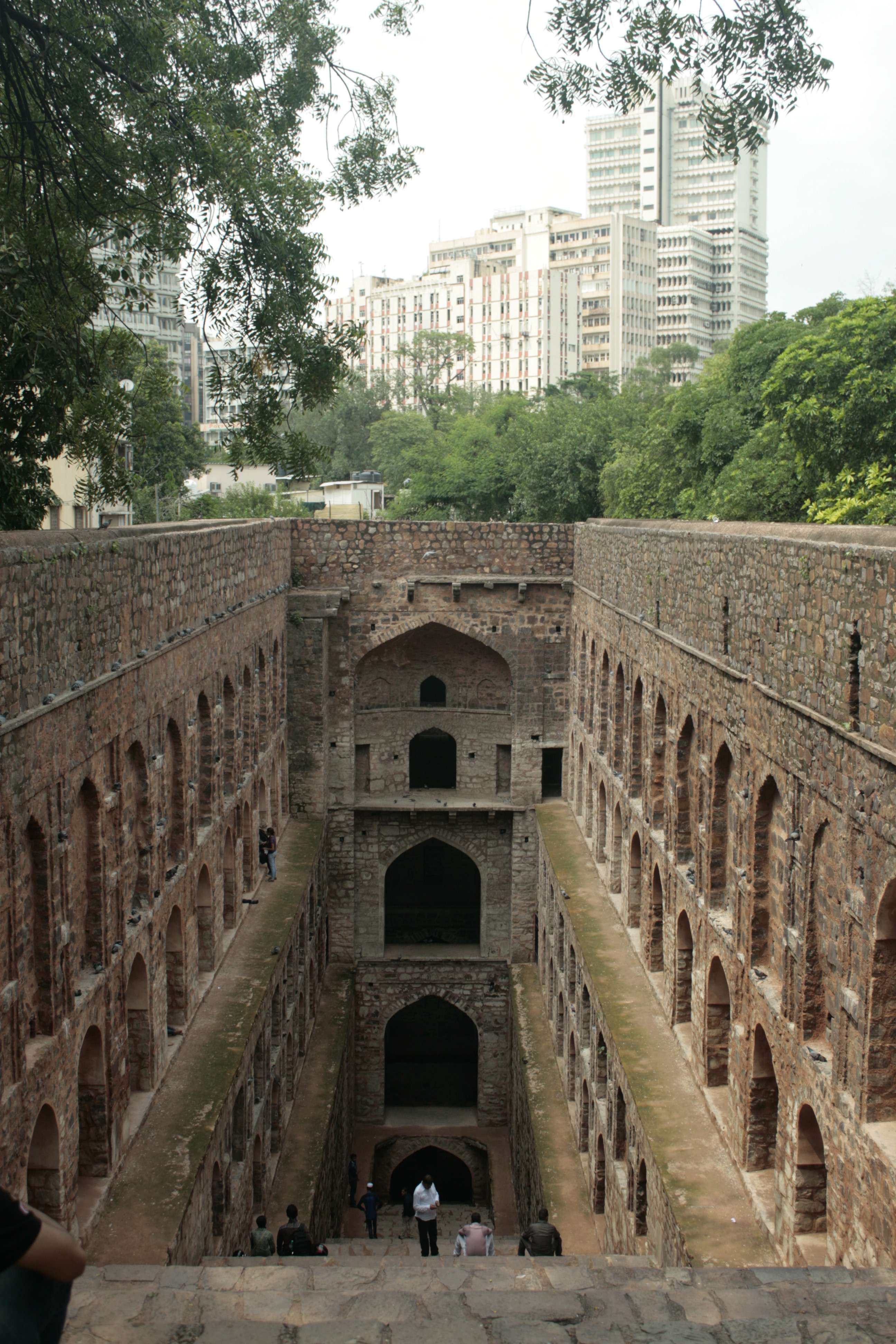
Baori Agrasen ki Baoli, cerca de Connaught Place en Nueva Delhi.

Los baoris se originarían para garantizar el acceso al agua durante periodos de sequía. El agua era considerada sagrada desde el tiempo de los Vedas y se pueden encontrar peldaños para alcanzar el nivel de agua en embalses artificiales ya en sitios de la civilización del valle del Indo como Dholavira y Mohenjo-daro. En Mohenjo-Daro se han encontrado pozos cilíndricos revestidos de ladrillo que pueden ser precursores de los baoris. Los primeros baoris excavados en roca de la India datan de 200-400 d. C.
Los primeros ejemplos de albercas con peldaños se encuentran en las cuevas Uperkot en Junagadh, que datan del siglo IV. Navghan Kuvo, en las proximidades, tiene un pozo circular con escaleras que es otro buen ejemplo. Posiblemente fue construido en los periodos sátrapa occidental (200-400 d. C.) o Maitreka (600-700), aunque algunos lo datan como muy tarde en el siglo XI. El cercano Adi Kadi ni Vav se construiría en la segunda mitad del siglo X o en el siglo XV.
Los baoris en Dhank, en el distrito de Rajkot, están datados en 550-625. Las albercas escalonadas en Bhinmal (850-950) los siguen. Los baoris de la región suroccidental del Guyarat se habrían comenzado a construir alrededor de 600, y desde allí se extendieron al norte de Rayastán y posteriormente al norte y oeste de la India. Utilizados como forma de arte inicialmente por los hindúes, su construcción alcanzó un punto álgido durante el dominio musulmán, desde el siglo XI al XVI.
Uno de los ejemplos más antiguos se construyó en el siglo XI en Guyarat, el baori de Mata Bhavani. Un largo tramo de escaleras conduce al agua por debajo de una secuencia de pabellones abiertos de varios plantas dispuestos a lo largo de un eje E-O. La elaborada ornamentación de columnas, soportes y vigas es un buen ejemplo de cómo los baoris se usaron como una forma de arte.
Los gobernantes mogoles no alteraron la cultura que se practicaba en estos baoris y alentaron su construcción. Sin embargo, las autoridades del Raj británico consideraron que la higiene de los baoris no era la deseable e instalaron sistemas de tuberías y bombas para reemplazar su propósito.

## En India
Muchos baoris se conservan y se pueden encontrar en el norte de Karnataka (Karnataka), Guyarat, Rayastán, Delhi, Madhya Pradesh y 
Maharashtra. Los más destacados son: 

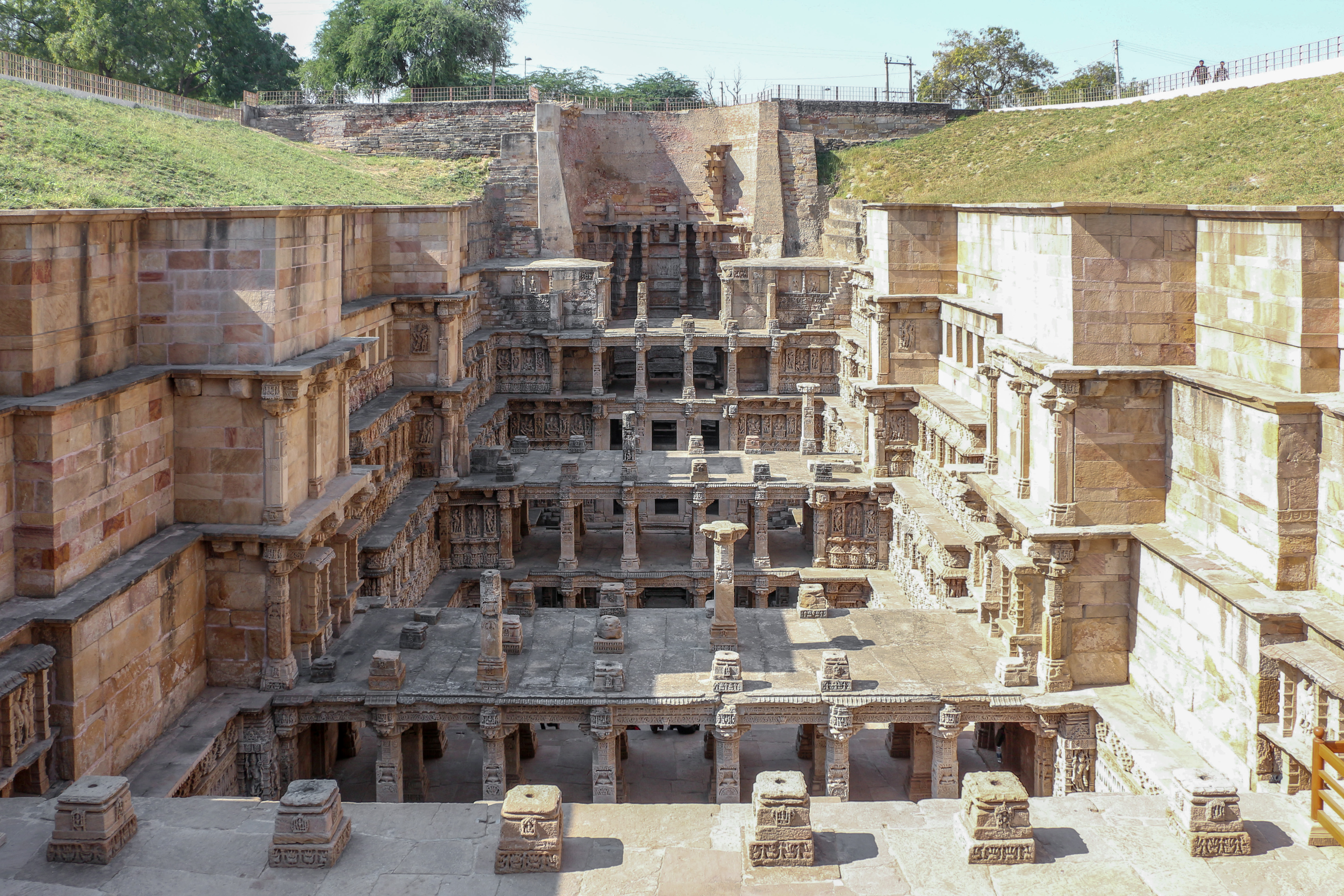
The Rani Ki Vav, Patan, Gujarat

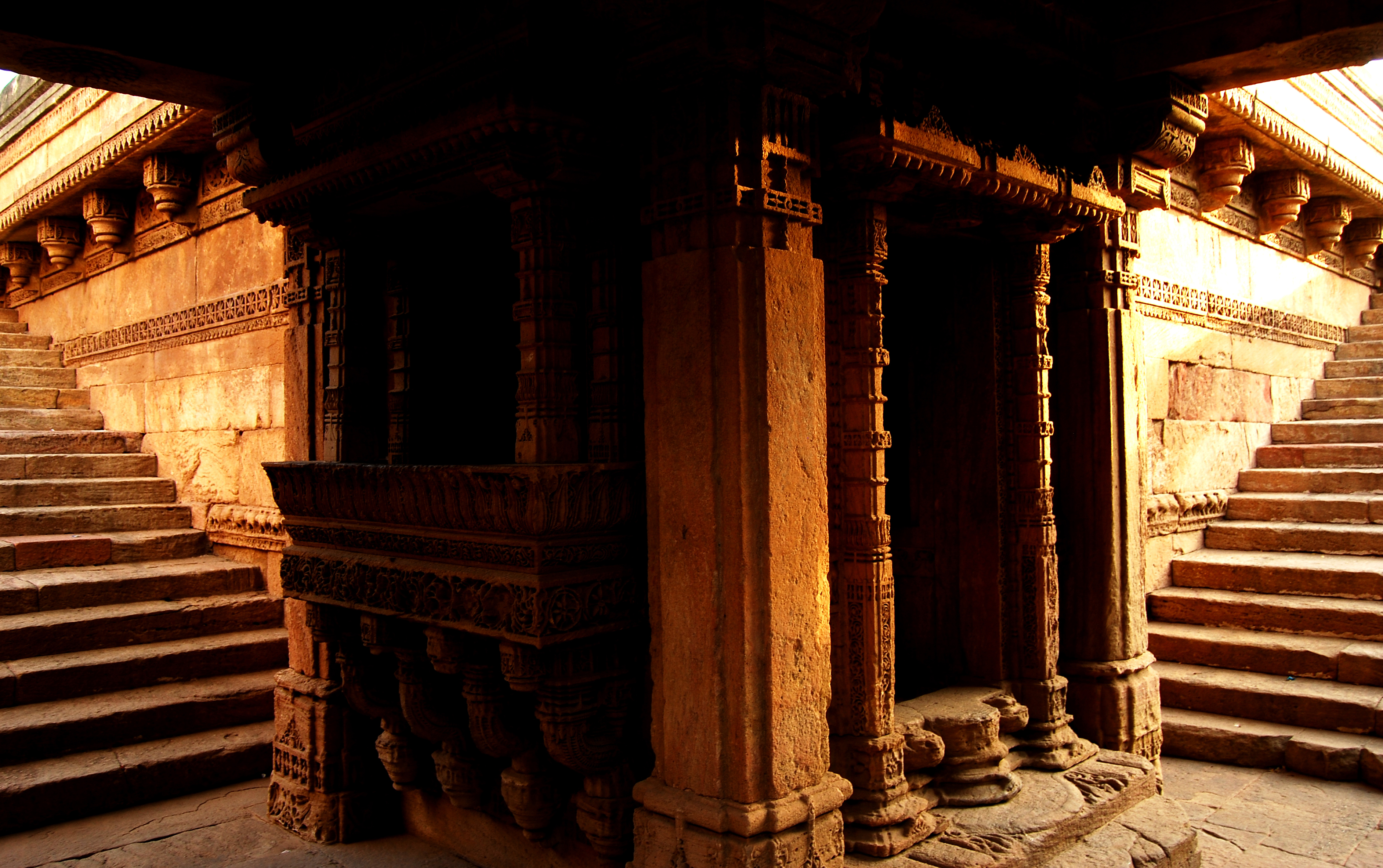
Baori Rudabai, Adalaj

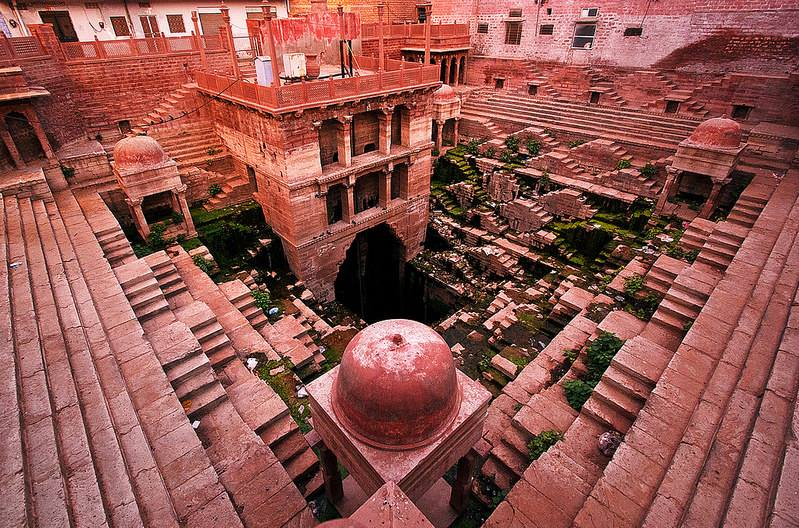
Toor Ji Ki Bawari, baori en Jodhpur

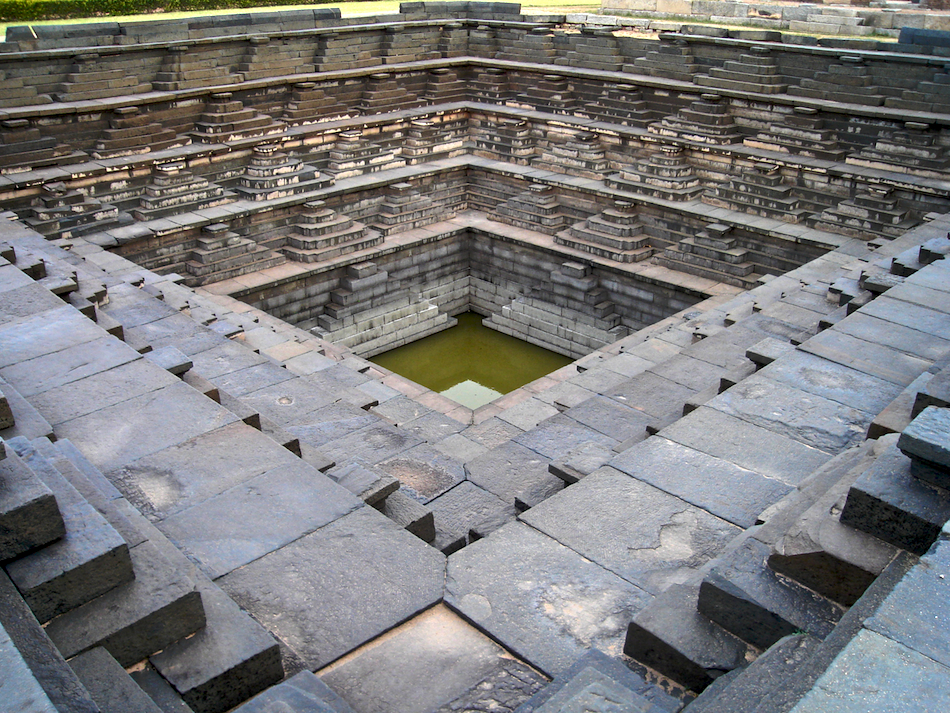
Baori en Hampi

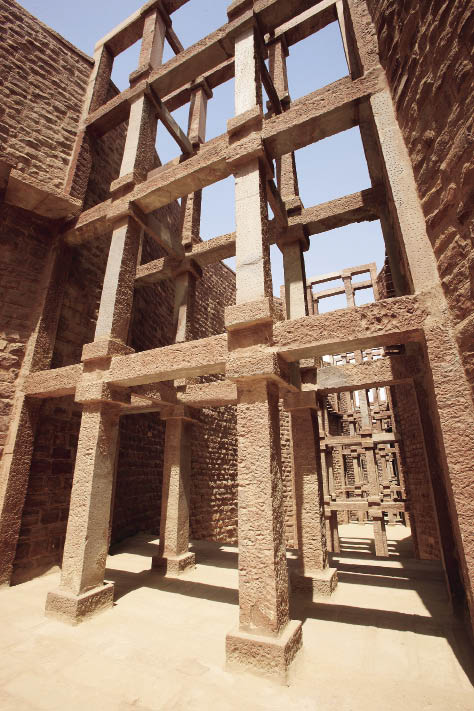
Birkha Bawari, baori en Jodhpur

- Chandinath ki Bawadi y Daadeli Vav, en Bhinmal
- Agrasen ki Baoli y Rajon ki baoli, en Nueva Delhi
- Chand Baori en Abhaneri cerca de Jaipur, Rayastán
- Jachcha Ki Baori, Hindaun City en Hindaun Block, Rayastán
- Charthana Barav, distrito de Parbhani, Maharashtra
- Rani ki vav en Patan, Guyarat
- Adalaj ni Vav en Adalaj, Gandhinagar, Guyarat
- Dada Harir Stepwell, Ahmedabad
- Toor Ji Ki Baori, Birkha Bawari, Bhoot Baori, en Jodhpur
- Shahi Baoli, Lucknow
- Raniji ki Baori en Bundi, Rajasthan; Bundi tiene más de 60 baoris en, y alrededor de, la ciudad.

### En Karnataka
- Baori o Pushkarani cerca de Mahanavami dibba Hampi o Vijayanagara, Karnataka Norte
- Baori en el templo Manikesvara Lakkundi, Karnataka Norte
- Nagakunda Sudi, Karnataka Norte
- Baño real Venkatappa Naik Kanakagiri, Karnataka Norte
- Baori en el complejo del templo Mallikarjuna and another Stepwell, Aihole, Karnataka Norte

## En Pakistán
Een Pakistán, todavía se conservan baoris del período mogol, algunos bien conservados aunque muchos otros no.
- Fuerte Rohtas, cerca de Jhelum
- Wan Bhachran, cerca de Mianwali
- Losar Baoli, cerca de Islamabad
- Losar Baoli, Sher Shah Park Wah Cantt
- Baori Makli, cerca de Thatta

## Cisternas escalonados

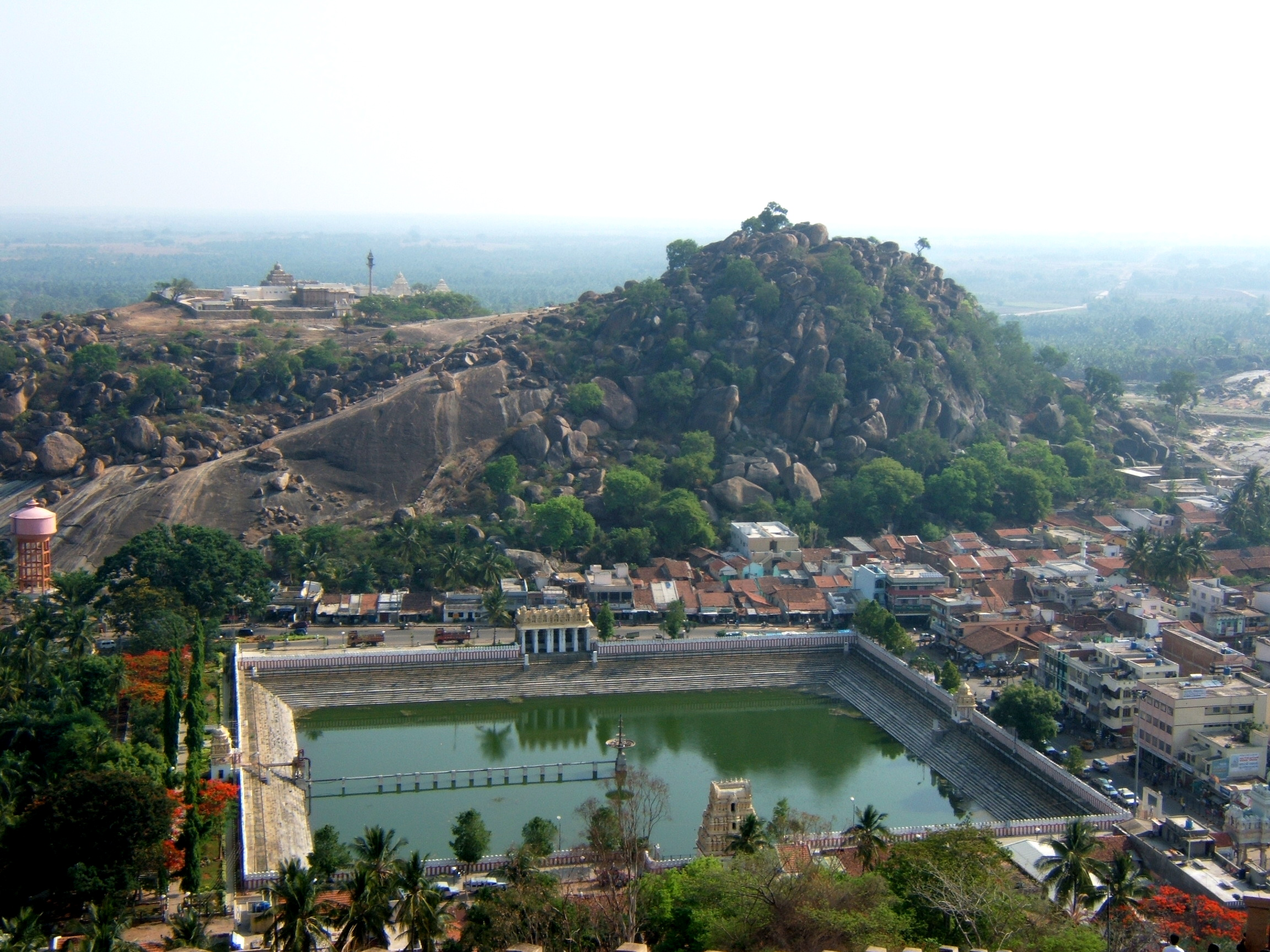
Estanque escalonado en Shravanabelagola, Karnataka

Las cisternas o estanques escalonados tienen propósitos muy similares a los baoris, pero es importante diferenciar ambos tipos: los estanques escalonados se construyeron siempre acompañando a un templo cercano, mientras que los baoris se dispusieron lejos de los sitios ruidosos y futuras atracciones turísticas.
Mientras que los baoris son oscuros y apenas son visibles desde la superficie, los estanques escalonados estaban a la luz del sol. Además, los baoris son bastante lineales en diseño en comparación con la forma rectangular de los estanques escalonados.

## Influencia

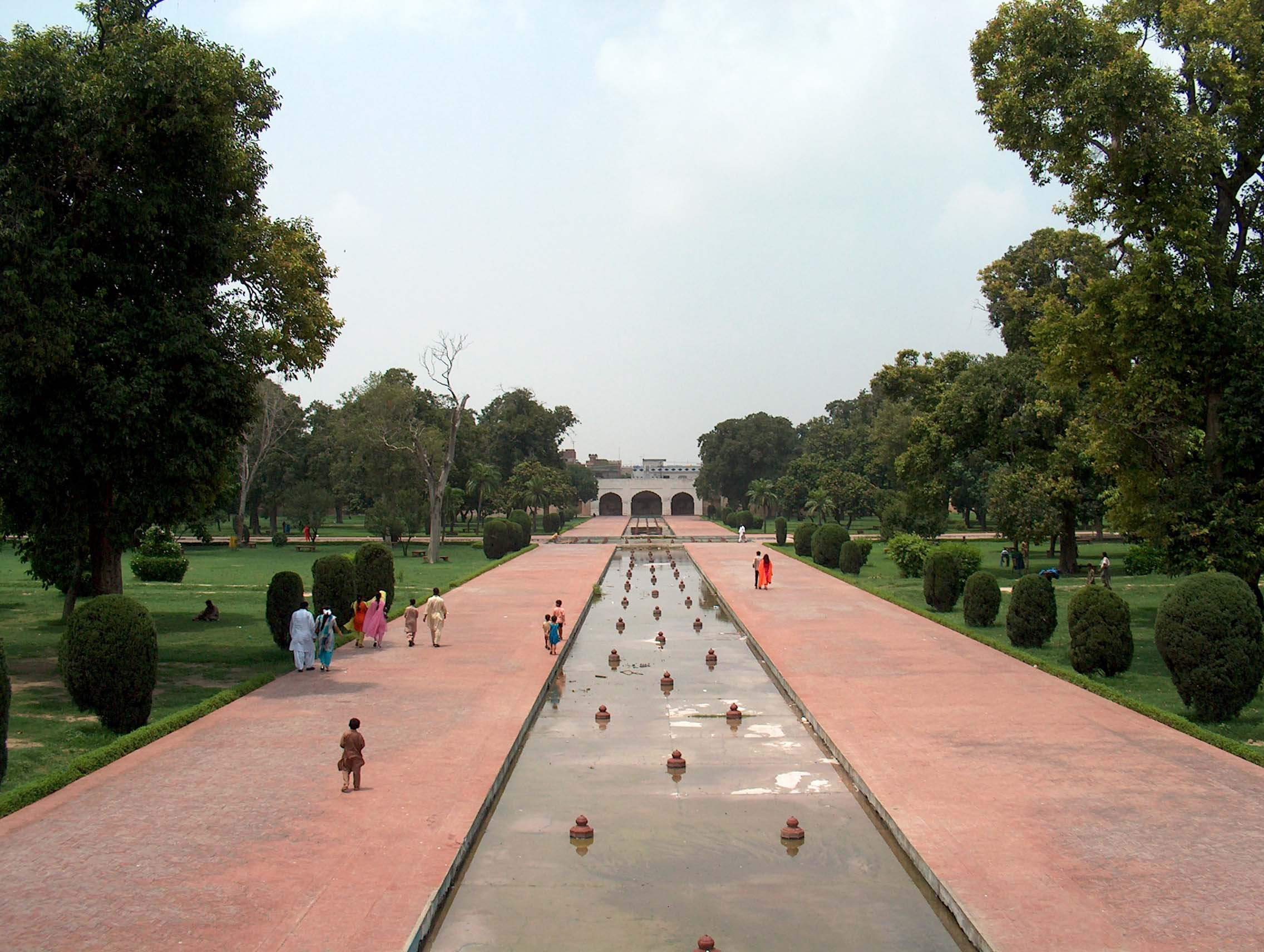
Un ejemplo de la arquitectura del agua utilizada en un jardín mogol en Lahore, Pakistán

Los baoris son sin duda una de las contribuciones arquitectónicas más inusuales, pero poco conocidas, de la India. Influyeron en otras edificaciones de la arquitectura india, especialmente en muchas que incorporaron el agua en su diseño.
El primer emperador mogol Babur, construyó en el fuerte de Agra el primer jardín mogol en India, Ram Bagh, que reflejaba su idea del Paraíso no solo a través del agua y del paisaje. Quedó fascinado con los baoris y quiso que uno complementase ese jardín. Otros muchos jardines mogoles incluyen piscinas reflectantes para mejorar el paisaje o como una elegante entrada. Algunos jardines famosos que incorporan el agua en su diseño fueron:
- Tumba de Humayun, Nizamuddin East, Delhi
- Taj Mahal, Agra
- Mehtab Bagh, Agra
- Tumba de Safdarjung
- Shalimar Bagh (Srinagar), Jammu y Cachemira
- Jardines Nishat, Jammu y Cachemira
- Jardines Yadvindra, Pinjore
- Khusro Bagh, Prayagraj
- Roshanara Bagh
- Jardines Brindavan, Mysore, Karnataka (1927-1932)
- Rashtrapati Bhavan, Nueva Delhi (1911-1931)